# Coupe du Cameroun féminine de volley-ball
La Coupe du Cameroun de volley-ball féminin a vu le jour en 1980. L'organisation de la compétition est prise en charge par la Fédération camerounaise de volley-ball.

## Palmarès
| Année | Vainqueur            | Score                            | Finaliste            |
| ----- | -------------------- | -------------------------------- | -------------------- |
| 1980  | INJS VB Yaoundé      |                                  |                      |
| 1981  | INJS VB Yaoundé      |                                  |                      |
| 1982  | INJS VB Yaoundé      |                                  |                      |
| 1983  | INJS VB Yaoundé      |                                  |                      |
| 1984  | INJS VB Yaoundé      |                                  |                      |
| 1985  | Camship VB Douala    |                                  |                      |
| 1986  | YUC VB Yaoundé       |                                  |                      |
| 1987  | YUC VB Yaoundé       |                                  |                      |
| 1988  | SONEL VB Yaoundé     |                                  |                      |
| 1989  | SONEL VB Yaoundé     |                                  |                      |
| 1990  | YUC VB Yaoundé       |                                  |                      |
| 1991  | SONEL VB Yaoundé     |                                  |                      |
| 1992  | SONEL VB Yaoundé     |                                  |                      |
| 1993  | SONEL VB Yaoundé     |                                  |                      |
| 1994  | SONEL VB Yaoundé     |                                  |                      |
| 1995  | FAP VB Yaoundé       |                                  |                      |
| 1996  | FAP VB Yaoundé       |                                  |                      |
| 1997  | SONEL VB Yaoundé     |                                  |                      |
| 1998  | SONEL VB Yaoundé     |                                  |                      |
| 1999  | INJS VB Yaoundé      |                                  |                      |
| 2000  | SONEL VB Yaoundé     |                                  |                      |
| 2001  | AES SONEL VB Yaoundé |                                  |                      |
| 2002  | AES SONEL VB Yaoundé |                                  | INJS VB Yaoundé      |
| 2003  | AES SONEL VB Yaoundé |                                  | INJS VB Yaoundé      |
| 2004  | AES SONEL VB Yaoundé |                                  | INJS VB Yaoundé      |
| 2005  | AES SONEL VB Yaoundé |                                  | FAP VB Yaoundé       |
| 2006  | INJS VB Yaoundé      |                                  | FAP VB Yaoundé       |
| 2007  | Bafia VB évolution   |                                  | FAP VB Yaoundé       |
| 2008  | Bafia VB évolution   | 3-1 25-11 25-16 23-25 25-19      | INJS VB Yaoundé      |
| 2009  | Bafia VB évolution   | 3-2                              | INJS VB Yaoundé      |
| 2010  | Efoulan VB évolution | 3-2 13-25 25-18 15-25 27-25 15-4 | INJS VB Yaoundé      |
| 2011  | INJS VB Yaoundé      | 3-0 25-18 25-16 25-19            | Efoulan VB évolution |
| 2012  | INJS VB Yaoundé      | 3-2                              | Litto Team           |
| 2013  | INJS VB Yaoundé      | 3-1 17-25 25-19 25-14 25-18      | Bafia VB évolution   |

## Palmarès par club
| Cl. | Club                 | Nombre de titres | Années de titres                                                                   |
| --- | -------------------- | ---------------- | ---------------------------------------------------------------------------------- |
| 1   | AES SONEL VB Yaoundé | 14               | 1988, 1989, 1991, 1992, 1993, 1994, 1997, 1998, 2000, 2001, 2002, 2003, 2004, 2005 |
| 2   | INJS VB Yaoundé      | 10               | 1980, 1981, 1982, 1983, 1984, 1999, 2006, 2011, 2012, 2013                         |
| 3   | YUC VB Yaoundé       | 3                | 1986, 1987, 1990                                                                   |
| -   | Bafia VB évolution   | 3                | 2007, 2008, 2009                                                                   |
| 5   | FAP VB Yaoundé       | 2                | 1995, 1996                                                                         |
| 6   | Camship VB Douala    | 1                | 1985                                                                               |
| -   | Efoulan VB évolution | 1                | 2010                                                                               |